# Левитский, Пётр Иванович
Пётр Иванович Левитский (Левицкий) (1838—1880) — российский медик; профессор патологии и терапии Казанского университета.

## Биография
Родился 1 октября 1838 года в г. Краснослободске Пензенской губернии, первоначально воспитывался в Краснослободском уездном училище, затем в Пензенском дворянском институте, откуда в 1857 году поступил в Казанский университет на медицинский факультет; окончив курс в последнем в 1862 г. со званием лекаря и уездного врача, он был оставлен при университете в должности ассистента (1863 г.) и ординатора (1865 г.) терапевтической факультетской клиники. По защите докторской диссертации в 1866 г. под заглавием: «Материалы к изучению действия бромистого потассия на здоровый и больной организм» («Ученые Записки Казанского университета», 1866 г.) Левитский получил степень доктора медицины и в следующем году был назначен штатным доцентом патологии и терапии, с увольнением от должности ординатора клиники. В 1868 году он был командирован университетом за границу на два года с ученою целью, по возвращении откуда в 1869 году был назначен экстраординарным профессором по занимаемой кафедре. В 1871 году Левитский подал прошение об увольнении, в числе семи профессоров, выразивших свой протест по делу профессора Лесгафта, но в 1873 году, по прошению, был принят в Варшавский университет сверхштатным профессором по кафедре специальной патологии и терапии и назначен секретарем медицинского факультета. С 1875 г. он состоял директором Варшавской клиники и консультантом Александро-Мариинского девичьего института, а в 1876 г. был утвержден ординарным профессором. Скончался он 11 апреля 1880 г.

## Печатные труды
Левитскому, кроме помянутой диссертации, принадлежат следующие печатные труды:
- «Терапевт. факульт. клин. Казанского университета за 2-ю половину 1862—63 гг.» («Современная Медицина», 1863 г., 38—42);
- «Случай эпилепсии вследствие сифилиса» (там же, 1864 г., № 45);
- «Материалы к изучению действия бромистого потассия на нервную систему» («Медицинский Вестник», 1866 г., 33—40, и Virch. Arch., 1868 г., Bd. 45, 183—197);
- «О влиянии сернокислого хинина на температуру тела и кровообращение» (там же, 1869 г., 19, 24—27);
- «О некоторых способах изучения действия ядов на сосуды» (там же, 1870, № 6);
- «Причины холеры и меры против её распространения» (Казань, 1871 г.);
- «Карболовая кислота в перемежающейся лихорадке» («Медицинский Вестник», 1872 г., № 20);
- «О веществах, повышающих температуру тела» (Протоколы IV Съезда Рус. Е. Врачей, 1873 г.);
- «Случай острой желтой атрофии печени», совместно с Вл. Бродовским («Труды V Съезда Рус. Е. Врачей», 1876 г.);
- «По поводу нового диагностического признака перфорации кишок» («Медицинский Вестник», 1876 г., № 24—27);
- «Мышьяково-кислый хинин в перемежающейся лихорадке» («Медицинское Обозрение», 1876 г., № VI, стр. 334);
- «Случай полной лейкемии» (там же, 1876 г., № VI, стр. 389)
- «Значение нового диагностического признака» («Врачебные Ведомости», 1878 г., № 294).